# Université Allameh Tabataba'i
L’université Allameh Tabataba'i (en persan : دانشگاه علامه طباطبایی) est la plus grande université publique spécialisée en sciences humaines et sociales en Iran, avec 15 624 étudiants et 422 professeurs à temps plein.
L'université est sous la tutelle du ministère des Sciences, de la Recherche et de la Technologie. Elle est nommée en l'honneur de Muhammad Husayn Tabataba'i, un éminent penseur et philosophe iranien.
Depuis sa fondation en 1984, elle est devenue l’université la plus éminente du pays dans le domaine des sciences humaines.

## Histoire
L'université Allameh Tabataba'i a été fondée en 1984.

## Départements
En ce moment, UAT est constituée des départements suivants :
- département d'économie ;
- département des sciences mathématiques et informatiques ;
- département de sciences de la communication ;
- département de droit et sciences politiques ;
- département de gestion et de comptabilité ;
- département de la littérature et de langues étrangères ;
- département de psychologie et d'éducation ;
- département des sciences sociales ;
- département de théologie et de savoir islamique ;
- département  École des études supérieures ;
- département Éducation physique et sciences du sport.

## Professeurs célèbres
- Masoumeh Aghapour Alishahi
- Azar Nafisi